# Тимербулатов, Виль Мамилович
Виль Мамилович Тимербулатов (род. 1 июня 1952, Ишеево, Стерлитамакский район, ныне Ишимбайский район РБ) — хирург, профессор, доктор медицинских наук (1989), член-корреспондент РАМН, академик Академии наук Башкортостана, академик Петровской академии наук (1995), Президент ассоциации хирургов Республики Башкортостан. Заслуженный врач РФ (2005), заслуженный врач РБ (1990), заслуженный деятель науки РФ (1998).
Депутат Государственного Собрания РБ (3 и 4 созывов), ректор Башкирского Государственного медицинского института (1994—2011).

## Биография
Тимербулатов В. М. родился 1 июня 1952 года в селе Ишеево Стерлитамакского района БАССР, ныне Ишимбайского района РБ. Учился в Макаровской средней школе. В 1975 году окончил Башкирский медицинский институт.
Врач-хирург. С 1983 года — кандидат медицинских наук, 1989 — доктор медицинских наук, профессор (1991), заслуженный деятель науки РФ (1999), заслуженный врач РФ (2005), отличник здравоохранения РФ (2004), член-корреспондент РАМН (2005), академик АН РБ (2009).
Хирург Благовещенской ЦРБ БАССР (1976—1979), клинический ординатор, хирург ГКБ № 8 г. Уфы (1979—1982), с 1982 г. в БГМИ (ныне БГМУ): с 1988 г. заведующий кафедрой, одновременно с 1994 г. по 2012 г. ректор; в 1990—1994 гг. главный хирург Министерства здравоохранения РБ.
Научные направления: колопроктология, абдоминальная, миниинвазивная, гнойная хирургия.
Разработал новые методы диагностики, комплексной терапии и реабилитации больных острым парапроктитом; диагностическую и лечебно-тактическую программы по острой кишечной непроходимости; сформулировал концепцию патогенеза дивертикулеза ободочной кишки.
Внёс вклад в решение проблем абдоминальной хирургии, в развитие радиочастотной хирургии. Под его руководством создана программа по развитию эндоскопической хирургии в РБ. Создал научную школу в области колопроктологии.
В 2024 году являлся доверенным лицом кандидата в президенты России Владимира Путина.

## Ученики
Среди его учеников 16 докторов и 44 кандидата наук.

## Публикации
Тимербулатов — автор 1150 научных работ, в том числе 40 монографий, 150 изобретений, 2 справочников для хирургов
- Регионарная анестезия и новокаиновые блокады в хирургии. Уфа, 1993 (соавтор).
- Дивертикулярная болезнь толстой кишки. М., 2000 (соавтор).
- Желчнокаменная болезнь и холецистит. М., 2001 (соавтор).
- Профилактика гнойно-септических осложнений в хирургии. М.: Триада, 2003 (соавтор).
- Хирургия абдоминальных повреждений. М.: МЕДпрессинформ, 2005 (соавтор).
- Лучевая диагностика тромботических осложнений в хирургической клинике. Уфа: «Здравоохранение Башкортостана», 2009.(соавтор)

## Награды
Лауреат премии РАМН имени А. Н. Бакулева (2004). Награждён орденом Салавата Юлаева (2007) и орденом Дружбы (2013). Золотая медаль Академии А. М. Вишневского.

## Семья
Дети:
- Тимербулатов Махмуд Вилевич
- Тимербулатов Шамиль Вилевич
- Тимербулатов Роберт Вилевич